# Ирредентизм
Ирреденти́зм (от итал. irredento «невы́зволенный; неосвобождённый») — политика, склонность и намерения правительства, партии, движения, отдельных социальных групп или индивидуумов одного государства к увеличению площади территорий и численности населения своей юрисдикции (государства) за счёт других юрисдикций, вызванные, в основном, схожестью этносов этих юрисдикций, а также историческими, ностальгическими или романтическими мотивами. Схожесть этносов может проявляться в родственности или общности языков, общности религиозных течений, культуры или в активных взаимоотношениях народов в недалёком прошлом на уровне семей и бытового сотрудничества.
Стремления и политика по подчинению или присоединению к своему государству (юрисдикции) частей территории и жителей других юрисдикций, вызванные мотивами экономического характера (например, захват бассейнов и месторождений ископаемых или достижение контроля за полным циклом производства), пусть даже публично оправдываемые национальными идеями, к ирредентизму не относятся.
Первоначально ирредентизмом именовалось националистическое движение в Италии в конце XIX — начале XX века, направленное на присоединение к Италии приграничных территорий Австро-Венгрии с итальянским населением (Italia Irredenta — «невызволенная (из австрийской неволи) Италия») — Триеста, Трентино. Американский исследователь Дж. Брейли считает итальянский ирредентизм частной формой национализма. Слово «Ирредентизм» используется некоторыми авторами для характеристики схожих национальных движений также в других государствах и странах.

## Примеры
Ирредентистские идеи часто появлялись у разных наций и этносов. Вот некоторые из них:
- Большая Италия
- Великая Албания[6]
- Великая Армения
- Великая Болгария
- Великая Венгрия
- Великая идея Греции
- Великий Израиль
- Большой Иран
- Великие Нидерланды
- Великая Македония
- Великое Марокко
- Великий Туран
- Великая Сирия
- Великая Сербия
- Великая Украина
- Великий Хорасан
- Великий Йемен
- Великая Финляндия
- Великая Румыния
- Великая Хорватия
- Великая Германия[7] (Пангерманизм)
- Великая Польша
- Естественные границы Франции
- Объединённая Бенгалия
- Объединённая Ирландия
- Объединённая Словения
- Каталонские земли
- Русский ирредентизм
- Югославский ирредентизм

## История термина
В 1878 году движение Италия ирредента (итал. irredenta, «неосвобождённая») было основано Менотти Гарибальди, который выступал за присоединение к Итальянскому королевству пограничных территорий Австро-Венгрии с итальянским населением (Триеста, Трентино и других) и положивший начало итальянскому ирредентистскому движению.
Не входящим в корпус русского или казахского языков заимствованным словом «ирреде́нта» казахский социолог Г. М. Мендикулова и второй секретарь МИД России П. Р. Чепиницкая в 2010-х гг. обозначали  часть этноса, составляющую меньшинство населения в пределах одного государства, но компактно проживающую в непосредственной близости к другому государству, в котором этот или близкий ему этнос составляет большинство населения. По мнению дипломата П. Р. Чепиницкой, географическая близость и компактность проживания отличают «ирреденту» от диаспоры. Но, как и диаспоры, «ирреденты» пытаются создавать сеть социальных институтов для поддержания и развития как своей собственной общности, так и её связей с соседним большинством или другими «ирредентами». При этом «ирреденты» обычно болезненно воспринимают любые посягательства правительства или представителей большинства своего этноса на свои права человека и гражданина, так как считают себя коренными жителями территории, которую они населяют. Если случаи дискриминации прав со стороны чужого этнического большинства, вместе с которым «ирредента» формирует единую нацию, принимают систематический характер, в среде «ирредент» возникает течение за воссоединение с соседним государством своего этнического большинства — ирредентизм.

## Процесс
Ирредентизм может быть инициирован как политически активными членами самих диаспор («ирредент» в терминологии Мендикуловой и Чепиницкой), так и экспансионистски, реваншистски или романтически настроенными представителями титульного этноса в нации большинства. Методы борьбы за воссоединение могут носить различный характер и не всегда приводят к успеху. В случае поражения часть диаспоры может выбрать путь репатриации (физического переезда к этническому большинству). Далеко не все диаспоры склонны поддерживать идею воссоединения земли, на которой проживают лично они, с землёй их этнического большинства, и у этого оппортунизма могут быть экономические или репутационные мотивы.